# Didda van Lohara
Didda van Lohara (Kabul, ±930 - Kasjmir, 1003) was regentes en rani (koningin) van Kasjmir tussen 958 en 1003. Ze was de stichter van de naar haar genoemde Loharadynastie.
Oorspronkelijk was Didda van Lohara een prinses uit de hindoeïstische Shahidynastie van Kabul (tegenwoordig de hoofdstad van Afghanistan). Ze huwde een troonpretendent van Kasjmir, Kshemagupta. Door het huwelijk in een koninklijke familie steeg Kshemagupta's aanzien, want zijn vader was slechts een minister geweest aan het hof van de laatste koning van Kasjmir. De militaire steun van de Shahi's zal hem ook geholpen hebben zijn claim op de troon waar te maken. 
Toen Kshemagupta in 958 stierf werd Didda van Lohara aangesteld als regentes voor haar minderjarige zoon Abhimanyu. In 972 overleed Abhimanyu ook, waarna Didda aanbleef als regentes, nu voor haar kleinzoon. In 980 besteeg ze ten slotte zelf de troon, na overigens een tweede kleinzoon te hebben uitgeschakeld. 
Koningin Didda wordt genoemd als een kundig bestuurder. Ze wist verzet van de edelen, die zich tegen haar heerschappij verzetten, meedogenloos te onderdrukken. Ze onderhield nauwe banden met de Shahi's die Kabul en de Punjab regeerden, omdat haar grootvader Bhimadeva koning van die gebieden was geweest. Onder Didda verleende Kasjmir de Shahi's militaire steun tegen Perzische invallers uit het westen.
Didda stierf in 1003 en werd opgevolgd door haar neef Sangrama Raja (1003–1028).